# Stivhåret kalkkarse
Stivhåret kalkkarse (Arabis hirsuta) er en 10-80 cm høj plante i korsblomst-familien. Arten er udbredt i den tempererede zone på den nordlige halvkugle. Stivhåret kalkkarse er stivhåret (sjældent næsten glat) og stift opret med en roset af omvendt ægformede blade. Stængelbladene er ægformede med takket rand og opret tiltrykt stænglen. Blomsterne er hvide og 4-6 mm store.
I Danmark er stivhåret kalkkarse temmelig almindelig i Nordjylland og Nordsjælland på tørre bakker og skrænter med kalkholdig, gruset bund. Den findes hist og her i resten af landet. Blomstringen sker i maj og juni.